# Rudolf Franzmann
Rudolf Franzmann (* 19. Dezember 1946 in Heidelberg) ist ein deutscher Politiker (SPD). Er war von 1984 bis 2006 Abgeordneter im Landtag Rheinland-Pfalz.

## Leben und Beruf
Franzmann wuchs im pfälzischen Wattenheim im heutigen Landkreis Bad Dürkheim auf. Nach dem Abitur 1966 am Gymnasium in Grünstadt leistete er Wehrdienst bei der Bundeswehr. Von 1968 bis 1971 studierte er an der PH Kaiserslautern, EWH Abteilung Worms. 1971 legte er die Erste und 1974 die Zweite Prüfung für das Lehramt an Grund- und Hauptschulen ab. Von 1971 bis 1984 war er als Lehrer an der Hauptschule in Rockenhausen tätig. 1996 wurde er Geschäftsführer eines Unternehmens für erneuerbare Energien und 2008 Gesellschafter und Mitgeschäftsführer eines Unternehmens für den Bau von Anlagen zur Nutzung erneuerbarer Energien. Zusätzlich zu seinen zahlreichen ehrenamtlichen Tätigkeiten ist er Vorsitzender der Deutschen Gesellschaft für Sonnenenergie (DGS), Sektion Rheinland-Pfalz.

## Politik
Franzmann trat 1970 der SPD bei. Bis 1981 war er Vorsitzender der Jusos des Donnersbergkreises und anschließend bis 1990 SPD-Kreisvorsitzender. Von 2008 bis 2012 war er Vorsitzender des SPD-Ortsvereins Winnweiler. Von 1974 bis 1979 war er Mitglied des Gemeinderats Winnweiler, dem er seit 2009 wieder angehört. Von 1979 bis 1982 war er Erster Beigeordneter der Verbandsgemeinde Winnweiler und von 1994 bis 1999 Mitglied des Verbandsgemeinderats. Von 1974 bis 1996 war er Mitglied im Kreistag des Donnersbergkreises und dort ab 1990 Vorsitzender der SPD-Fraktion.
Am 7. August 1984 rückte Franzmann für Willi Rothley als Abgeordneter in den rheinland-pfälzischen Landtag nach, dem er bis 2006 fast fünf Legislaturperioden angehörte. Er vertrat dort den Wahlkreis 39 (Donnersberg) und war unter anderem Vorsitzender des Kulturpolitischen Ausschusses sowie Vorsitzender des Ausschusses für Europafragen. Von 2011 bis 2022 war er Vorsitzender der Europa-Union, Kreisverband Donnersberg.